# Premio PFA al jugador del año
El Premio PFA al jugador del año es un galardón que se otorga al final de cada temporada en Inglaterra al mejor jugador del año. El premio se viene otorgando desde el año 1973 y el ganador es escogido por los miembros de la Asociación de Futbolistas profesionales (PFA).

## Palmarés

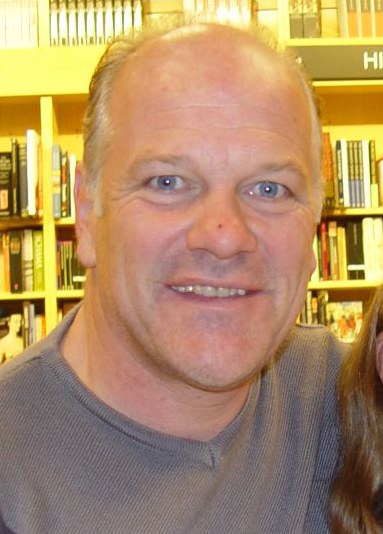
Andy Gray fue el primer jugador en ganar en el mismo año el premio al mejor jugador y al mejor jugador joven.

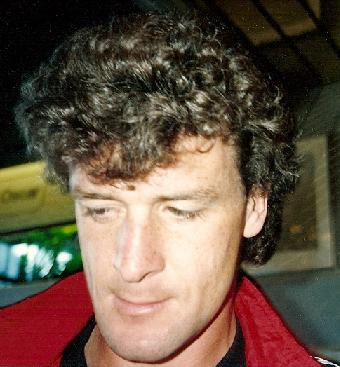
Mark Hughes fue el primer jugador en ganar en dos ocasiones.

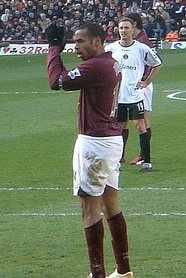
Thierry Henry fue el primer jugador en ganar dos veces consecutivas.

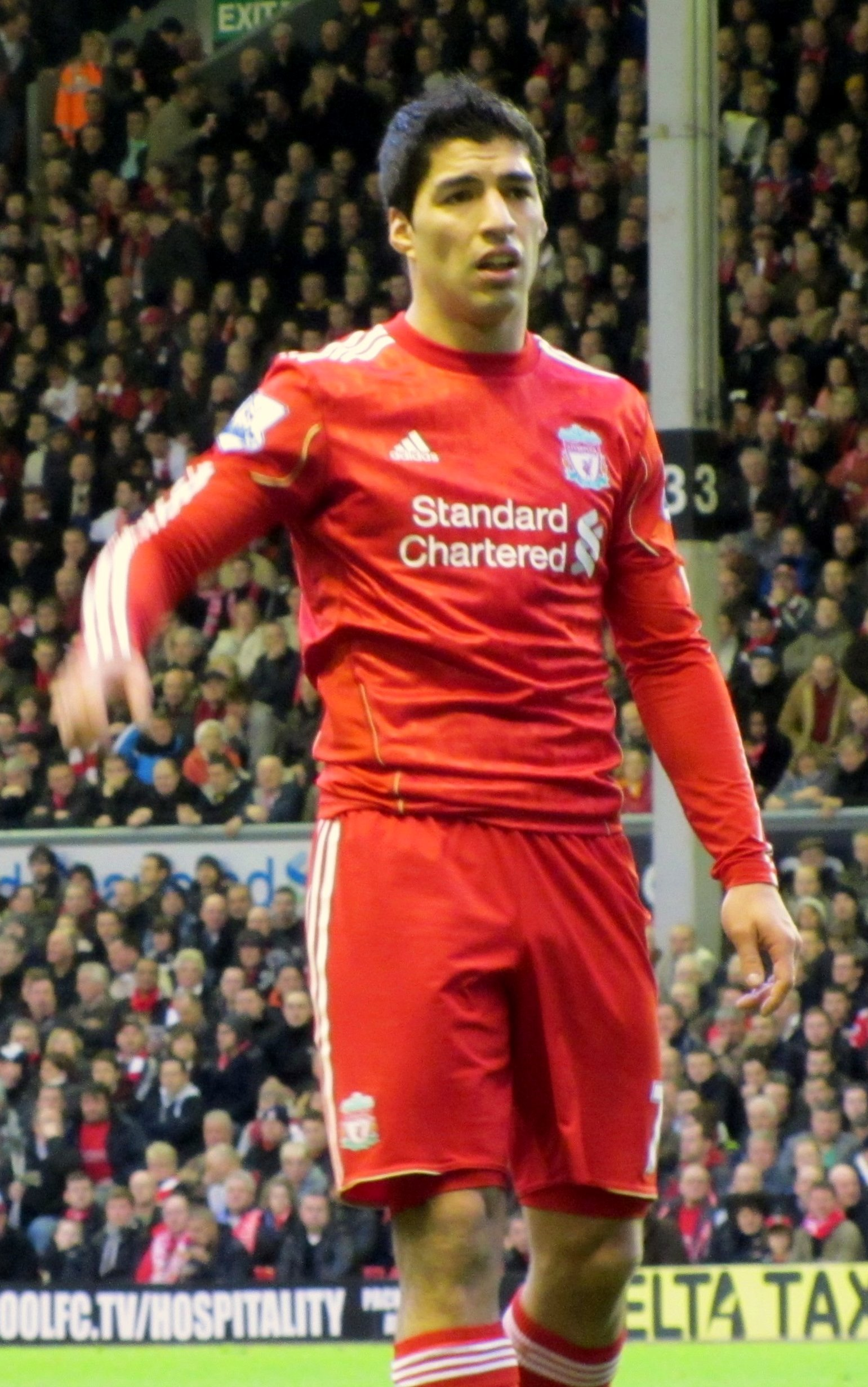
Luis Suárez fue el primer jugador latinoamericano y primer jugador no europeo en ganar al mejor jugador.

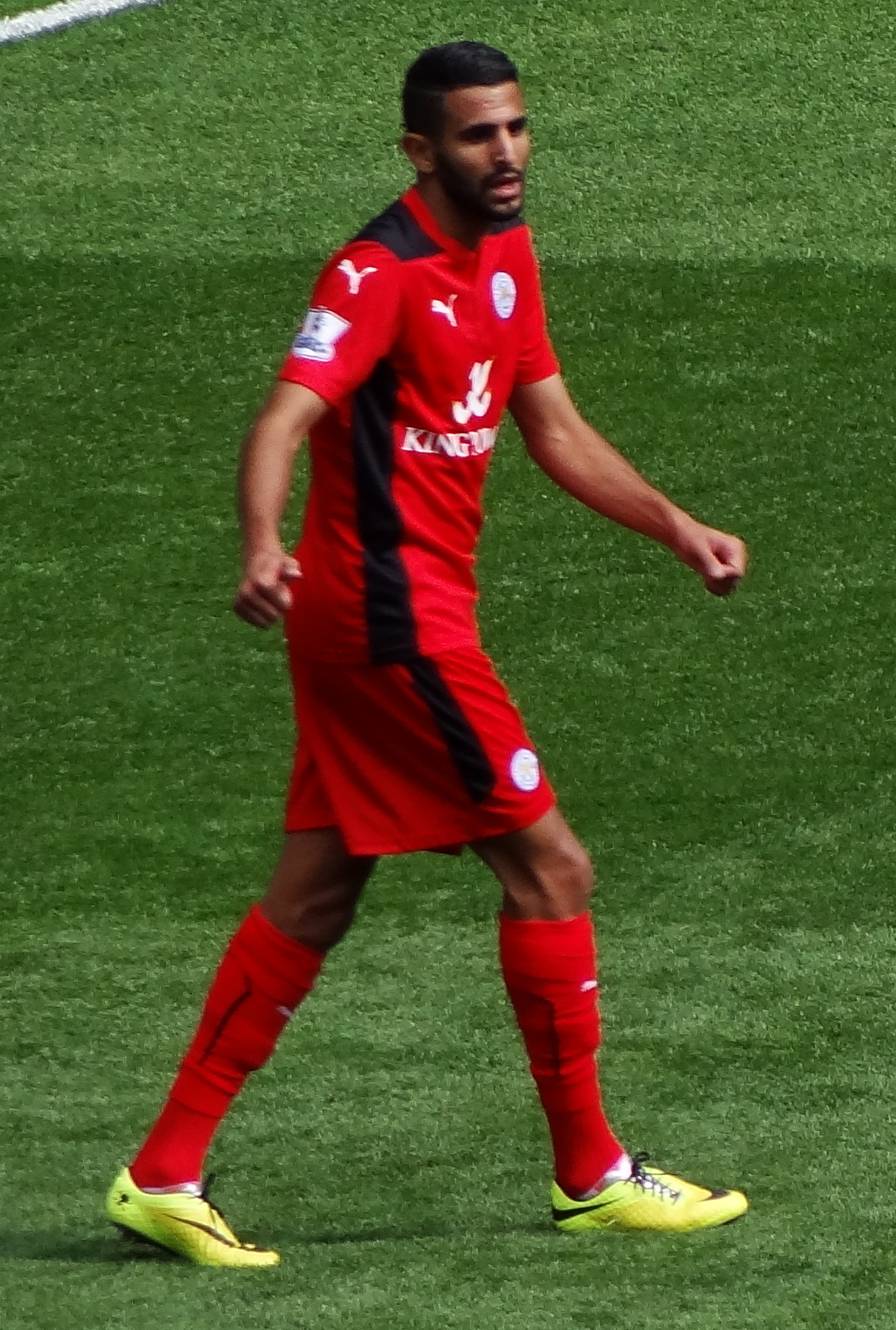
Riyad Mahrez fue el primer jugador africano y segundo jugador no europeo en ganar al mejor jugador.

| Año     | País                         | Jugador               | Club              | Otros premios      |
| ------- | ---------------------------- | --------------------- | ----------------- | ------------------ |
| 1973-74 | Bandera de Inglaterra        | Norman Hunter         | Leeds United      |                    |
| 1974-75 | Bandera de Inglaterra        | Colin Todd            | Derby County      |                    |
| 1975-76 | Bandera de Irlanda del Norte | Pat Jennings          | Tottenham Hotspur |                    |
| 1976-77 | Bandera de Escocia           | Andy Gray             | Aston Villa       | YPY                |
| 1977-78 | Bandera de Inglaterra        | Peter Shilton         | Nottingham Forest |                    |
| 1978-79 | Bandera de Irlanda           | Liam Brady            | Arsenal           |                    |
| 1979-80 | Bandera de Inglaterra        | Terry McDermott       | Liverpool         | FWA                |
| 1980-81 | Bandera de Escocia           | John Wark             | Ipswich Town      |                    |
| 1981-82 | Bandera de Inglaterra        | Kevin Keegan          | Southampton       |                    |
| 1982-83 | Bandera de Escocia           | Kenny Dalglish        | Liverpool         | FWA                |
| 1983-84 | Bandera de Gales             | Ian Rush              | Liverpool         | FWA                |
| 1984-85 | Bandera de Inglaterra        | Peter Reid            | Everton           |                    |
| 1985-86 | Bandera de Inglaterra        | Gary Lineker          | Everton           | FWA                |
| 1986-87 | Bandera de Inglaterra        | Clive Allen           | Tottenham Hotspur | FWA                |
| 1987-88 | Bandera de Inglaterra        | John Barnes           | Liverpool         | FWA                |
| 1988-89 | Bandera de Gales             | Mark Hughes           | Manchester United |                    |
| 1989-90 | Bandera de Inglaterra        | David Platt           | Aston Villa       |                    |
| 1990-91 | Bandera de Gales             | Mark Hughes (2)       | Manchester United |                    |
| 1991-92 | Bandera de Inglaterra        | Gary Pallister        | Manchester United |                    |
| 1992-93 | Bandera de Irlanda           | Paul McGrath          | Aston Villa       |                    |
| 1993-94 | Bandera de Francia           | Éric Cantona          | Manchester United |                    |
| 1994-95 | Bandera de Inglaterra        | Alan Shearer          | Blackburn Rovers  | PPS                |
| 1995-96 | Bandera de Inglaterra        | Les Ferdinand         | Newcastle United  |                    |
| 1996-97 | Bandera de Inglaterra        | Alan Shearer (2)      | Newcastle United  |                    |
| 1997-98 | Bandera de los Países Bajos  | Dennis Bergkamp       | Arsenal           | FWA                |
| 1998-99 | Bandera de Francia           | David Ginola          | Tottenham Hotspur | FWA                |
| 1999-00 | Bandera de Irlanda           | Roy Keane             | Manchester United | FWA                |
| 2000-01 | Bandera de Inglaterra        | Teddy Sheringham      | Manchester United | FWA                |
| 2001-02 | Bandera de los Países Bajos  | Ruud van Nistelrooy   | Manchester United | FPY                |
| 2002-03 | Bandera de Francia           | Thierry Henry         | Arsenal           | FWA, FPY, PPS      |
| 2003-04 | Bandera de Francia           | Thierry Henry (2)     | Arsenal           | FWA, FPY           |
| 2004-05 | Bandera de Inglaterra        | John Terry            | Chelsea           |                    |
| 2005-06 | Bandera de Inglaterra        | Steven Gerrard        | Liverpool         |                    |
| 2006-07 | Bandera de Portugal          | Cristiano Ronaldo     | Manchester United | FWA, FPY, YPY, PPS |
| 2007-08 | Bandera de Portugal          | Cristiano Ronaldo (2) | Manchester United | FWA, FPY, PPS      |
| 2008-09 | Bandera de Gales             | Ryan Giggs            | Manchester United |                    |
| 2009-10 | Bandera de Inglaterra        | Wayne Rooney          | Manchester United | FWA, FPY, PPS      |
| 2010-11 | Bandera de Gales             | Gareth Bale           | Tottenham Hotspur |                    |
| 2011-12 | Bandera de los Países Bajos  | Robin van Persie      | Arsenal           | FWA, FPY           |
| 2012-13 | Bandera de Gales             | Gareth Bale (2)       | Tottenham Hotspur | FWA, YPY, PPS      |
| 2013-14 | Bandera de Uruguay           | Luis Suárez           | Liverpool         | FWA, FPY, PPS, FSF |
| 2014-15 | Bandera de Bélgica           | Eden Hazard           | Chelsea           | FWA, PPS           |
| 2015-16 | Bandera de Argelia           | Riyad Mahrez          | Leicester City    | FPY                |
| 2016-17 | Bandera de Francia           | N'Golo Kanté          | Chelsea           | FWA, PPS           |
| 2017-18 | Bandera de Egipto            | Mohamed Salah         | Liverpool         | FWA, FPY, FSF      |
| 2018-19 | Bandera de los Países Bajos  | Virgil van Dijk       | Liverpool         | PPS, FSF           |
| 2019-20 | Bandera de Bélgica           | Kevin De Bruyne       | Manchester City   | PPS                |
| 2020-21 | Bandera de Bélgica           | Kevin De Bruyne (2)   | Manchester City   |                    |
| 2021-22 | Bandera de Egipto            | Mohamed Salah (2)     | Liverpool         | FWA, FPY           |
| 2022-23 | Bandera de Noruega           | Erling Haaland        | Manchester City   | FWA, FPY           |
| 2023-24 | Bandera de Inglaterra        | Phil Foden            | Manchester City   | FWA, FPY           |

## Victorias por club
| Club              | Victorias | Años                                                                                              |
| ----------------- | --------- | ------------------------------------------------------------------------------------------------- |
| Manchester United | 11        | 1988-89, 1990-91, 1991-92, 1993-94, 1999-00, 2000-01, 2001-02, 2006-07, 2007-08, 2008-09, 2009-10 |
| Liverpool         | 9         | 1979-80, 1982-83, 1983-84, 1987-88, 2005-06, 2013-14, 2017-18, 2018-19, 2021-22                   |
| Arsenal           | 5         | 1978-79, 1997-98, 2002-03, 2003-04, 2011-12                                                       |
| Tottenham Hotspur | 5         | 1975-76, 1986-87, 1998-99, 2010-11, 2012-13                                                       |
| Aston Villa       | 3         | 1976-77, 1989-90, 1992-93                                                                         |
| Chelsea           | 3         | 2004-05, 2014-15, 2014-17                                                                         |
| Newcastle United  | 2         | 1996-97, 1997-98                                                                                  |
| Everton           | 2         | 1984-85, 1985-86                                                                                  |
| Manchester City   | 4         | 2019-20, 2020-21, 2022-23, 2023-24                                                                |
| Blackburn Rovers  | 1         | 1994-95                                                                                           |
| Leicester City    | 1         | 2015-16                                                                                           |
| Southampton       | 1         | 1981-82                                                                                           |
| Ipswich Town      | 1         | 1980-81                                                                                           |
| Nottingham Forest | 1         | 1977-78                                                                                           |
| Derby County      | 1         | 1974-75                                                                                           |
| Leeds United      | 1         | 1973-74                                                                                           |